# Белен (Нью-Мексико)
Белен (англ. Belen) — місто (англ. city) на південному заході США, в окрузі Валенсія штату Нью-Мексико. Населення — 7360 осіб (2020).

## Географія
Белен розташований за координатами 34°39′33″ пн. ш. 106°45′47″ зх. д. / 34.65917° пн. ш. 106.76306° зх. д. (34.659233, -106.763027). За даними Бюро перепису населення США в 2010 році місто мало площу 21,54 км², з яких 21,48 км² — суходіл та 0,06 км² — водойми. Белен розташований на відстані котловини Альбукерке на західному березі річки Ріо-Гранде.

### Клімат
| Клімат : Белен        | Клімат : Белен | Клімат : Белен | Клімат : Белен | Клімат : Белен | Клімат : Белен | Клімат : Белен | Клімат : Белен | Клімат : Белен | Клімат : Белен | Клімат : Белен | Клімат : Белен | Клімат : Белен | Клімат : Белен |
| Показник              | Січ.           | Лют.           | Бер.           | Квіт.          | Трав.          | Черв.          | Лип.           | Серп.          | Вер.           | Жовт.          | Лист.          | Груд.          | Рік            |
| Середній максимум, °C | 10,4           | 14,2           | 17,7           | 23,6           | 28,7           | 33,9           | 35,1           | 33,5           | 30,1           | 24,2           | 16,4           | 10,7           | 23,2           |
| Середній мінімум, °C  | −7,4           | −4,9           | −1,4           | 3,3            | 7,8            | 12,6           | 16,6           | 15,4           | 10,4           | 3,8            | −3,2           | −6,7           | 3,9            |
| Норма опадів, мм      | 8              | 10             | 10             | 8              | 8              | 18             | 36             | 33             | 23             | 25             | 5              | 13             | 193            |
| Днів з опадами        | 2              | 2              | 3              | 2              | 2              | 2              | 6              | 7              | 4              | 3              | 2              | 2              | 37,0           |
| --------------------- | -------------- | -------------- | -------------- | -------------- | -------------- | -------------- | -------------- | -------------- | -------------- | -------------- | -------------- | -------------- | -------------- |
| Джерело: NOAA         |                |                |                |                |                |                |                |                |                |                |                |                |                |

## Демографія
Згідно з переписом 2010 року, у місті мешкало 7269 осіб у 2887 домогосподарствах у складі 1886 родин. Густота населення становила 337 осіб/км².  Було 3346 помешкань (155/км²).
Расовий склад населення:
| - 74,3 % — білих - 2,6 % — корінних американців - 1,4 % — чорних або афроамериканців - 0,4 % — азіатів - 0,1 % — вихідців з тихоокеанських островів - 16,3 % — осіб інших рас |

До двох чи більше рас належало 4,8 %. Частка іспаномовних становила 65,3 % від усіх жителів.
За віковим діапазоном населення розподілялося таким чином: 24,3 % — особи молодші 18 років, 59,1 % — особи у віці 18—64 років, 16,6 % — особи у віці 65 років та старші. Медіана віку мешканця становила 38,9 року. На 100 осіб жіночої статі у місті припадало 93,0 чоловіків;  на 100 жінок у віці від 18 років та старших — 88,9 чоловіків також старших 18 років.
Середній дохід на одне домашнє господарство  становив 34 357 доларів США (медіана — 29 486), а середній дохід на одну сім'ю — 36 440 доларів (медіана — 31 970). Медіана доходів становила 32 038 доларів для чоловіків та 27 170 доларів для жінок. За межею бідності перебувало 36,8 % осіб, у тому числі 49,3 % дітей у віці до 18 років та 19,8 % осіб у віці 65 років та старших.
Цивільне працевлаштоване населення становило 2275 осіб. Основні галузі зайнятості: освіта, охорона здоров'я та соціальна допомога — 15,5 %, роздрібна торгівля — 13,5 %, мистецтво, розваги та відпочинок — 12,4 %.

## Уродженці
- Джо Бака (* 1947) — американський політик.

## Галерея

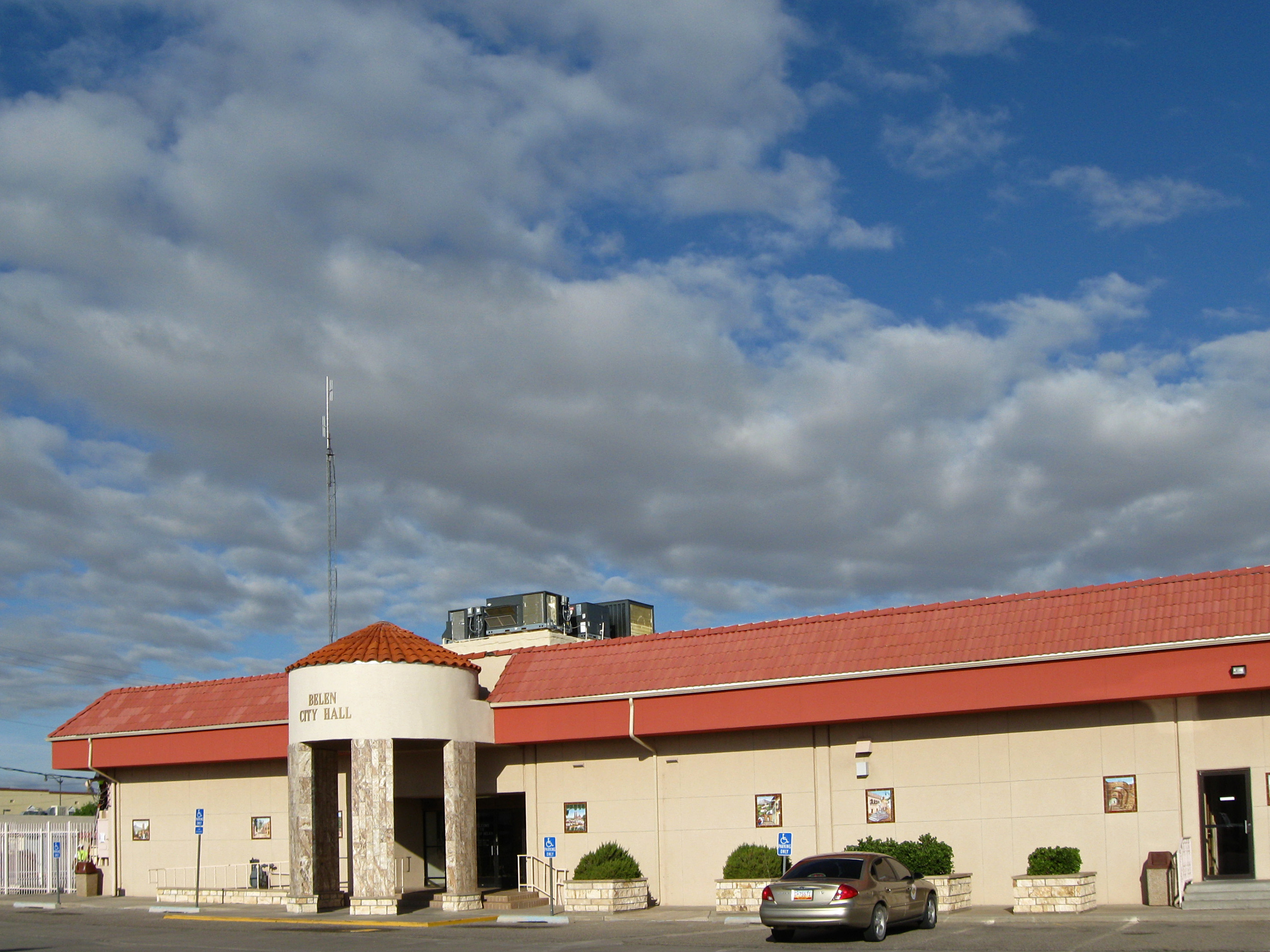
Мерія
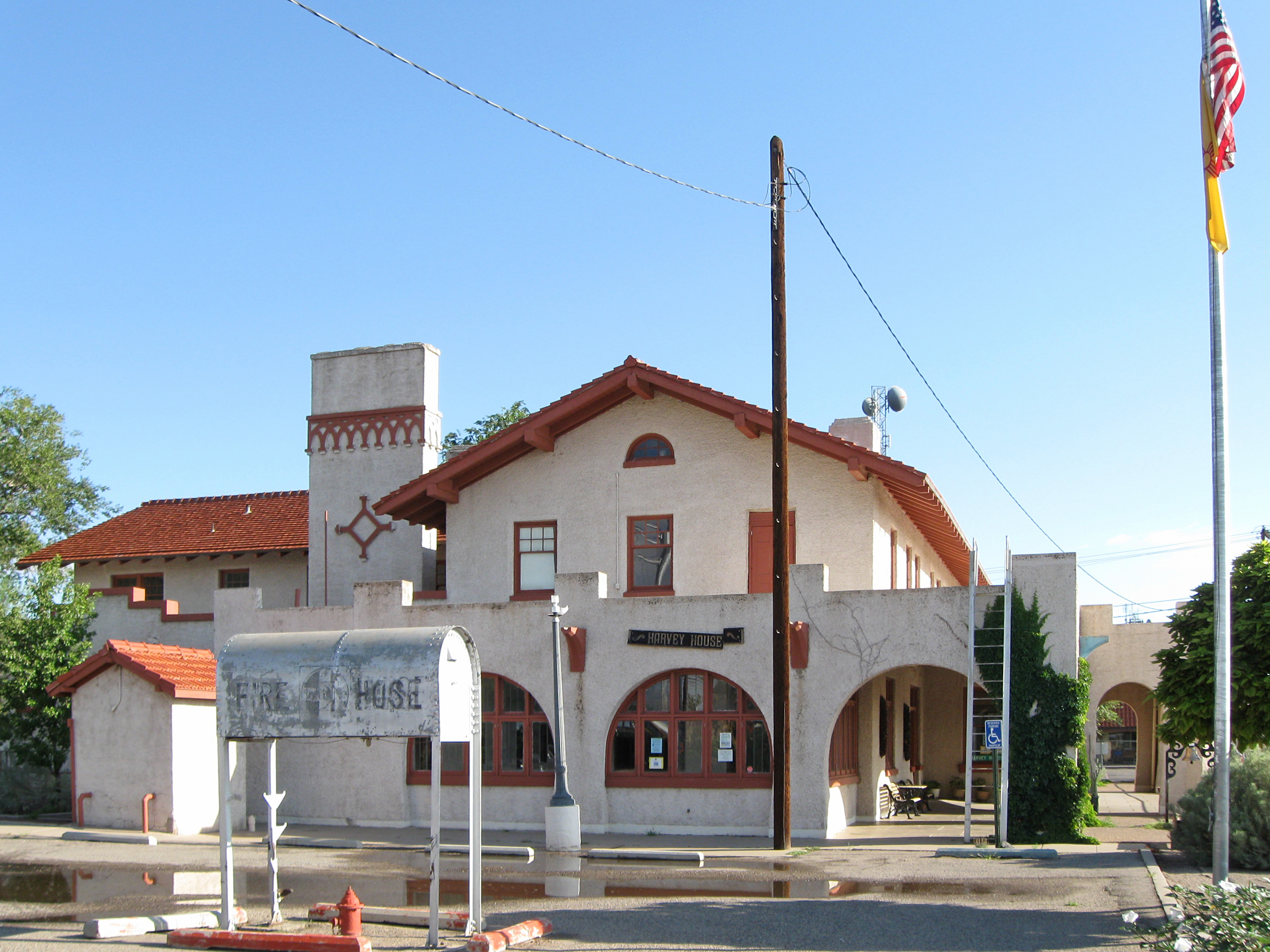
Залізничний музей